# Tomb Raider (pel·lícula)
Tomb Raider és una pel·lícula d'acció i aventura del 2018 dirigida per Roar Uthaug, amb un guió de Geneva Robertson-Dworet i Alastair Siddons, a partir d'una història d'Evan Daugherty i Robertson-Dworet. Una coproducció nord-americana i britànica, està basada en el videojoc homònim del 2013, amb alguns elements de la seva seqüela de Crystal Dynamics, un reinici i la tercera entrega de la sèrie de pel·lícules Tomb Raider. La pel·lícula és protagonitzada per Alicia Vikander com a Lara Croft, que s'embarca en un perillós viatge cap a l'últim destí conegut del seu pare, amb l'esperança de resoldre el misteri de la seva desaparició. Ha estat subtitulada al català.

## Sinopsi
Després de la desaparició del seu pare, la Lara viu una vida imprudent i despreocupada. Quan la policia l'arresta després de provocar un accident de trànsit, Ana Miller, la sòcia de negocis del seu progenitor, diposita la seva fiança i li adverteix que si no en reclama l'herència, es liquidaran tots els seus béns.

## Repartiment
- Alicia Vikander com a Lara Croft, de 21 anys
  - Maisy De Freitas com a Lara, de 7 anys
  - Emily Carey com a Lara, de 14 anys
- Dominic West com a Lord Richard Croft, el pare arqueòleg de la Lara.
- Walton Goggins com a Mathias Vogel, un arqueòleg rival de Richard Croft, i membre de Trinity, una organització fosca.
- Daniel Wu com a Lu Ren, el capità del vaixell que ajuda a la Lara a buscar el seu pare.
- Kristin Scott Thomas com a Ana Miller, associada de l'empresa de Richard Croft, Croft Holdings.
- Derek Jacobi com el Sr. Yaffe, associat de Croft Holdings.
- Hannah John-Kamen com a Sophie, l'amiga de la Lara
- Nick Frost com a l'Alan, propietari d'una botiga d'empenyorament.
- Jaime Winstone com a Pamela, la dona d'Alan

## Rodatge
El rodatge va començar el 23 de gener de 2017 a Ciutat del Cap, Sud-àfrica, i es va acabar el 9 de juny de 2017 als Warner Bros. Studios, Leavesden a Hertfordshire, Anglaterra. La Wilton House, prop de Salisbury, a Wiltshire, va ser la ubicació dels rodatges exteriors de Croft Manor. La seqüència de la cascada que implicava l'avió es va filmar en un parc aquàtic de Lee Valley, fora de Londres, en un lloc que s'havia construït per als Jocs Olímpics d'Estiu de 2012, i es va combinar amb imatges filmades a Sud-àfrica.